# Miramar (Floride)
Pour les articles homonymes, voir Miramar.
Miramar est une ville américaine située dans le comté de Broward dans le sud-est de la Floride. La population de la ville était en 2006 de 106.590 habitants. La ville doit son nom à un quartier de La Havane qui porte ce nom de Miramar.

## Géographie
La ville est située au sud-est de la Floride. Les villes voisines sont Pembroke Pines, Hollywood, West Park et Miami Gardens. À l'ouest se trouvent les Everglades.

## Démographie
| 1960  | 1970   | 1980   | 1990   | 2000   | 2010    |
| ----- | ------ | ------ | ------ | ------ | ------- |
| 5 485 | 23 997 | 32 813 | 40 663 | 72 739 | 122 041 |